# Simon Brandhuber
Simon Josef Brandhuber, född 27 juni 1991 i Deggendorf, är en tysk tyngdlyftare.

## Karriär
Brandhuber växte upp i Steinach och började sin karriär i klubben TB 03 Roding, där han gjorde sin första tävling som nioåring i mars 2001. Redan som ung vann Brandhuber olika regionala ungdomstävlingar samt tyska ungdomsmästerskap. Vid ungdoms-EM i Pavia 2007 och i Eilat 2012 tog han brons i ryck. Vid U23-EM i Tallinn 2013 och i Limassol 2014 tog Brandhuber guld i ryck och slutade vid båda tävlingarna på andra plats i totalen.
Brandhuber har tävlat vid de årliga tyska mästerskapen i tyngdlyftning sedan 2012. Han har tagit flera guld vid tävlingarna och slutade allt som oftast på medaljplats. Brandhuber växlade mellan de olika viktklasserna 69 kg och 77 kg.
Brandhuber har tävlat i internationella seniortävlingar sedan 2011. Hans första tävling var vid VM 2011 i Paris, där det endast blev en 34:e plats. Brandhubers mest framgångsrika tävling hittills var vid EM 2019 i Batumi, där han tog brons i stöt och silver i ryck samt silver i totalen i viktklassen 67 kg. I januari 2020 slutade Brandhuber på andra plats i viktklassen 67 kg vid World Cup i Rom.
År 2020 bytte Brandhuber klubb från TB 03 Roding, som han tävlade för i Bundesliga, till ligakonkurrenten AV 03 Speyer. Med sin nya klubb vann Brandhuber det tyska lagmästerskapet 2021.
År 2021 kvalificerade Brandhuber sig för de olympiska sommarspelen i Tokyo. Han var vid OS näst bäst i grupp B och slutade på totalt 9:e plats i 61 kg-klassen.

## Tävlingar (U23 och senior)
| År   | Tävling                    | Plats            | Totalt | Placering | Ryck   | Placering | Stöt   | Placering | Viktklass |
| ---- | -------------------------- | ---------------- | ------ | --------- | ------ | --------- | ------ | --------- | --------- |
| 2010 | Internationell turnering   | Frankfurt (Oder) | 280 kg | oplacerad | 128 kg | oplacerad | 152 kg | oplacerad | 77 kg     |
| 2010 | Tyska mästerskapet         | Chemnitz         | 276 kg | 2.        | 125 kg | 3.        | 151 kg | 2.        | 69 kg     |
| 2011 | Världsmästerskapet         | Paris            | 296 kg | 34.       | 134 kg | 33.       | 162 kg | 36.       | 69 kg     |
| 2012 | Tyska mästerskapet         | Roding           | 304 kg | 1.        | 138 kg | 1.        | 166 kg | 2.        | 69 kg     |
| 2012 | Europamästerskapet (U23)   | Eilat            | 306 kg | 4.        | 141 kg | 3.        | 165 kg | 5.        | 69 kg     |
| 2013 | Europamästerskapet         | Tirana           | 300 kg | 7.        | 138 kg | 6.        | 162 kg | 8.        | 69 kg     |
| 2013 | Europamästerskapet (U23)   | Tallinn          | 301 kg | 2.        | 138 kg | 1.        | 163 kg | 2.        | 69 kg     |
| 2013 | Tyska mästerskapet         | Ohrdruf          | 292 kg | 2.        | 137 kg | 1.        | 155 kg | 2.        | 69 kg     |
| 2014 | Internationell turnering   | San Marino       | 307 kg | –         | 142 kg | –         | 165 kg | –         |           |
| 2014 | Pokal der blauen Schwerter | Meißen           | 290 kg | 11.       | 135 kg | –         | 155 kg | –         |           |
| 2014 | Tyska mästerskapet         | Obrigheim        | 301 kg | 1.        | 141 kg | 1.        | 160 kg | 1.        | 69 kg     |
| 2014 | Världsmästerskapet         | Almaty           | 297 kg | 21.       | 137 kg | 18.       | 160 kg | 25.       | 69 kg     |
| 2014 | Europamästerskapet (U23)   | Limassol         | 297 kg | 2.        | 138 kg | 1.        | 159 kg | 3.        | 69 kg     |
| 2015 | Tyska mästerskapet         | Chemnitz         | 310 kg | 2.        | 140 kg | 1.        | 170 kg | 2.        | 77 kg     |
| 2015 | Världsmästerskapet         | Houston          | 306 kg | 20.       | 141 kg | 15.       | 165 kg | 30.       | 69 kg     |
| 2016 | Europamästerskapet         | Førde            | 301 kg | 8.        | 140 kg | 6.        | 161 kg | 11.       | 69 kg     |
| 2016 | Tyska mästerskapet         | Plauen           | 270 kg | 1.        | 125 kg | 1.        | 145 kg | 1.        | 69 kg     |
| 2017 | Pokal der blauen Schwerter | Meißen           | 304 kg | 5.        | 140 kg | –         | 164 kg | –         |           |
| 2017 | Tyska mästerskapet         | Speyer           | 306 kg | 3.        | 140 kg | –         | 166 kg | –         | 77 kg     |
| 2017 | Världsmästerskapet         | Anaheim          | 142 kg | oplacerad | 142 kg | 5.        | 0 kg   | oplacerad | 69 kg     |
| 2018 | Pokal der blauen Schwerter | Meißen           | 289 kg | 8.        | 132 kg | –         | 157 kg | –         |           |
| 2018 | Världsmästerskapet         | Aşgabat          | 306 kg | 11.       | 146 kg | 4.        | 160 kg | 17.       | 67 kg     |
| 2018 | Tyska mästerskapet         | Roding           | 297 kg | 1.        | 137 kg | 1.        | 160 kg | 1.        | 69 kg     |
| 2019 | Europamästerskapet         | Batumi           | 311 kg | 2.        | 146 kg | 2.        | 165 kg | 3.        | 69 kg     |
| 2019 | Pokal der blauen Schwerter | Meißen           | 299 kg | –         | 139 kg | –         | 160 kg | –         |           |
| 2019 | Världsmästerskapet         | Pattaya          | 301 kg | 17.       | 138 kg | 14.       | 163 kg | 22.       | 67 kg     |
| 2019 | Tyska mästerskapet         | Obrigheim        | 303 kg | 1.        | 137 kg | 1.        | 166 kg | 1.        | 73 kg     |
| 2019 | Internationell turnering   | Doha             | 304 kg | 8.        | 140 kg | 5.        | 164 kg | 8.        | 73 kg     |
| 2020 | World Cup                  | Rom              | 298 kg | 2.        | 138 kg | 2.        | 160 kg | 2.        | 67 kg     |
| 2020 | Malta International Open   | Malta            | 279 kg | 2.        | 129 kg | 2.        | 150 kg | 3.        | 61 kg     |
| 2021 | Europamästerskapet         | Moskva           | 272 kg | 10.       | 127 kg | 5.        | 145 kg | 10.       | 61 kg     |
| 2021 | Olympiska spelen           | Tokyo            | 268 kg | 9.        | 123 kg | 10.       | 145 kg | 11.       | 61 kg     |

1. 1 2 3 4 5 6 7 8  Ingen placering

## Personliga rekord
Brandhuber tävlade fram till 2019 nästan uteslutande i viktklassen 69 kg och bytte till viktklassen 67 kg efter att viktklasserna ändrats 2018. 2020 bytte han till viktklassen 61 kg.

### 67 kg-klassen
- 146 kg i ryck, uppnådd vid VM 2018
- 165 kg i stöt, uppnådd vid EM 2019
- 311 kg i totalen, uppnådd vid EM 2019

### 61 kg-klassen
- 129 kg i ryck, uppnådd på Malta International Open 2020
- 150 kg i stöt, uppnådd på Malta International Open 2020
- 279 kg i totalen, uppnådd på Malta International Open 2020